# Morningside (Nuevo México)
Morningside es un lugar designado por el censo ubicado en el condado de Eddy en el estado estadounidense de Nuevo México. En el Censo de 2010 tenía una población de 367 habitantes y una densidad poblacional de 1.574,44 personas por km².

## Geografía
Morningside se encuentra ubicado en las coordenadas 32°51′40″N 104°23′49″O / 32.86111, -104.39694. Según la Oficina del Censo de los Estados Unidos, Morningside tiene una superficie total de 0,23 km², de la cual 0,23 km² corresponden a tierra firme y (0%) 0 km² es agua.

## Demografía
Según el censo de 2010, había 367 personas residiendo en Morningside. La densidad de población era de 1.574,44 hab./km². De los 367 habitantes, Morningside estaba compuesto por el 56,13% blancos, el 0% eran afroamericanos, el 1,91% eran amerindios, el 0% eran asiáticos, el 0% eran isleños del Pacífico, el 37,87% eran de otras razas y el 4,09% pertenecían a dos o más razas. Del total de la población el 83,65% eran hispanos o latinos de cualquier raza.